# WIN WIN ダメ男とダメ少年の最高の日々
『WIN WIN ダメ男とダメ少年の最高の日々』（ウィンウィン ダメおとことダメしょうねんのさいこうのひび、Win Win）は、2011年のアメリカ合衆国のドラマ映画である。

## ストーリー
ニュージャージー州のとある小さな町。地元の高校のレスリング部でコーチをしているマイクは、チームが弱小でなかなか強くならないことに加え、本業の弁護士の仕事が不況のあおりで事務所の経営すらままならない状況に強いストレスを感じる日々を送っている。そんなある日、初期の認知症である老人レオが唯一の身内である娘と疎遠で実質的に身寄りがなく、しかも充分な資産を持っていることを知ったマイクは、月1,500ドルの報酬を目当てにレオの後見人を引き受けることにする。しかし、自分が後見人になるべき理由としてレオが自宅に住み続けることを希望しているからとしておきながら、後見人として認められると、レオを介護施設に送り込んでしまう。そんなマイクの前にレオの孫という少年カイルが現れる。彼が薬物中毒の母親を嫌い、しかもその恋人から暴力を受けていると知ったマイクと妻ジャッキーは、しばらくの間、カイルを自宅で預かることにする。そして、カイルがかつてオハイオ州で名を馳せた天才レスリング選手だったことを知ったマイクは、本人の希望もあり、カイルを地元の高校に通わせ、自分がコーチをするレスリング部に入部させる。カイルの実力は本物で、彼の影響を受けた他の部員たちも見る見るうちに力を付けて行く。その一方でマイクの家族とも打ち解け合ったカイルは、親友もでき、レスリングの奨学金で大学に進学できる可能性が見えて来るなど充実した日々を送るようになる。
全てが順調に進んでいたある日、カイルの母親シンディが現れる。当初はカイルの面倒を見てくれているマイクとジャッキーに感謝をしていたシンディだったが、父親レオの財産を目当てに後見人となることを希望し、レオとカイルを地元のオハイオに連れて帰ると言い出す。カイルはレオとともにニュージャージーにとどまることを希望し、母親の申し出を頑として拒絶するが、そんな母親から、レオが介護施設に入れられたのは判事の判断ではなく、マイクの不正行為によるものであることを知らされる。激しいショックを受けたカイルはマイクに強く反発するが、マイクの深い後悔と反省の姿勢にカイルはマイクを受け入れる。そして、マイクは弁護士資格を失う覚悟で真相を明らかにし、シンディに毎月報酬を支払う条件で、シンディにカイルとレオから手を引かせる。
その後、夜はバーテンダーのバイトをするなど再出発に忙しく働くマイクは、改めて家族の一員となったカイルを含め、家族と平凡だが幸せな日々を送る。

## キャスト
※括弧内は日本語吹替
- マイク・フラハーティー - ポール・ジアマッティ（安原義人）： 冴えない弁護士。レスリング部のコーチ。
- カイル・ティモンズ - アレックス・シェイファー（徳本恭敏）： レスリングの天才少年。
- ジャッキー・フラハーティー - エイミー・ライアン（野沢由香里）： マイクの妻。
- テリー・デルフィノ - ボビー・カナヴェイル（宮内敦士）： マイクの親友でかつてのレスリング仲間。副コーチに。
- スティーブン・ヴィッグマン - ジェフリー・タンバー（宝亀克寿）： 会計士。マイクと事務所を共同経営。コーチ仲間。
- レオ・ポップラー - バート・ヤング（藤本譲）： マイクが後見人になることになった老人。カイルの祖父。初期の認知症。
- シンディ - メラニー・リンスキー（小林さやか）： カイルの母。レオの娘。薬物中毒。
- エレノア - マーゴ・マーティンデイル（磯辺万沙子）： シンディの弁護士。
- ステムラー - デヴィッド・W・トンプソン： レスリング部員。カイルの親友に。
- リー判事 - シャロン・ウィルキンス

## 評価
Rotten Tomatoesでは162件のレビューで支持率94%となった。

### 受賞とノミネート
| 賞                                   | 部門                               | 候補                                  | 結果       |
| ------------------------------------ | ---------------------------------- | ------------------------------------- | ---------- |
| インディペンデント・スピリット賞     | 脚本賞                             | トム・マッカーシー                    | ノミネート |
| クリティクス・チョイス・アワード     | オリジナル脚本賞                   | ジョー・ティボーニ トム・マッカーシー | ノミネート |
| ワシントンD.C.映画批評家協会賞       | 作品賞                             | 作品賞                                | ノミネート |
| ワシントンD.C.映画批評家協会賞       | オリジナル脚本賞                   | トム・マッカーシー                    | ノミネート |
| サンディエゴ映画批評家協会賞         | オリジナル脚本賞                   | トム・マッカーシー                    | ノミネート |
| オンライン映画批評家協会賞           | オリジナル脚本賞                   | トム・マッカーシー                    | ノミネート |
| セントルイス映画批評家協会賞         | オリジナル脚本賞                   | トム・マッカーシー                    | ノミネート |
| セントルイス映画批評家協会賞         | アートハウス・フェスティバル映画賞 |                                       | ノミネート |
| ヒューストン映画批評家協会賞         | 作品賞                             | 作品賞                                | ノミネート |
| ヒューストン映画批評家協会賞         | 助演男優賞                         | アレックス・シェイファー              | ノミネート |
| ヒューストン映画批評家協会賞         | 脚本賞                             | トム・マッカーシー                    | ノミネート |
| ヒューストン映画批評家協会賞         | 主題歌賞                           | ザ・ナショナル 『Think You Can Wait』 | ノミネート |
| ナショナル・ボード・オブ・レビュー賞 | インディペンデント映画トップ10     | インディペンデント映画トップ10        | 入賞       |